# 너는 내 운명 (예능)
《너는 내 운명》은 2013년에 KBS2에서 방송된 대국민 중매 오디션 프로그램이다.